# Roscoe (Dakota del Sur)
Roscoe es una ciudad ubicada en el condado de Edmunds en el estado estadounidense de Dakota del Sur. En el Censo de 2010 tenía una población de 329 habitantes y una densidad poblacional de 272,59 personas por km².

## Geografía
Roscoe se encuentra ubicada en las coordenadas 45°27′2″N 99°20′10″O / 45.45056, -99.33611. Según la Oficina del Censo de los Estados Unidos, Roscoe tiene una superficie total de 1.21 km², de la cual 1.21 km² corresponden a tierra firme y (0%) 0 km² es agua.

## Demografía
Según el censo de 2020, había 269 personas residiendo en Roscoe. La densidad de población era de 272,59 hab./km². De los 329 habitantes, Roscoe estaba compuesto por el 96.96% blancos, el 0.91% eran afroamericanos, el 0.3% eran amerindios, el 0% eran asiáticos, el 0% eran isleños del Pacífico, el 0% eran de otras razas y el 1.82% pertenecían a dos o más razas. Del total de la población el 4.56% eran hispanos o latinos de cualquier raza.